# Without a Net
Without a Net es el undécimo álbum en vivo de la banda estadounidense Grateful Dead, lanzado en 1990. Fue dedicado a Clifton Hanger, nombre que usaba el teclista Brent Mydland cuando se registraba en los hoteles. Mydland murió de sobredosis de drogas durante la posproducción del disco. Fue certificado disco de oro por la RIAA el 27 de noviembre de 1990.

## Lista de canciones

### Disco Uno
1. "Feel Like a Stranger" (Barlow, Weir) – 7:32
2. "Mississippi Half-Step Uptown Toodeloo" (Hunter, Garcia) – 8:00
3. "Walkin' Blues" (Johnson, arr. Weir) – 5:44
4. "Althea" (Hunter, Garcia) – 6:55
5. "Cassidy" (Barlow, Weir) – 6:36
6. "Bird Song" (Hunter, Garcia) – 12:57
7. "Let It Grow" (Barlow, Weir) – 11:55

### Disco Dos
1. "China Cat Sunflower / I Know You Rider" (Hunter, Garcia/trad., arr. Grateful Dead) – 10:24
2. "Looks Like Rain" (Barlow, Weir) – 8:04
3. "Eyes of the World" (Hunter, Garcia) – 16:14
4. "Victim or the Crime" (Graham, Weir) – 8:04
5. "Help on the Way/Slipknot!/Franklin's Tower" (Hunter, Garcia/Grateful Dead/Hunter, Garcia, Kreutzman) – 19:07
6. "One More Saturday Night" (Weir) – 4:51
7. "Dear Mr. Fantasy" (Capaldi, Winwood, Wood) – 5:44

## Personal
- Jerry Garcia – guitarra, voz
- Bob Weir – guitarra, voz
- Brent Mydland – teclados
- Phil Lesh – bajo, voz
- Bill Kreutzmann – batería
- Mickey Hart – batería

## Listas
Álbum—Billboard
| Año  | Lista             | Posición |
| ---- | ----------------- | -------- |
| 1990 | The Billboard 200 | 43       |